# Pupille (Optik)
Die Pupillen (lateinisch pupilla ‚Püppchen‘) sind in der Optik die realen oder virtuellen Strahlquerschnitte, durch die alle Strahlenbündel beim Ein- oder Austritt in ein optisches System fallen. Der Name wurde von der Pupille des menschlichen Auges für optische Systeme übernommen, da die optische Funktion gleichwertig ist.
Die objektseitige Pupille bezeichnet man dabei als Eintrittspupille (Abkürzung EP), die beobachter- oder bildseitige Pupille als Austrittspupille (Abkürzung: AP), Augenkreis, ramsdenscher Kreis oder biotscher Kreis (IPA: bjoʃɐ kʁaɪ̯s). Außerdem wird die Bezeichnung gemeinsam mit einer Längenangabe (bspw. AP: 5mm) auch für den Durchmesser der jeweiligen (kreisförmig idealisierten) Querschnitte verwendet.

## Optische Einordnung

Schematischer Strahlengang im Teleskop mit Ein- und Austrittspupille sowie Aperturblende

Die Eintrittspupille (EP) ist die virtuelle Öffnung im Objektraum, durch die ein Strahlenbündel in ein optisches System eintritt, und die Austrittspupille (AP) ist die virtuelle Öffnung im Bildraum, durch die das Strahlenbündel wieder austritt.
Das von einem Objektpunkt ausgehende Lichtbündel, das ein optisches System durchquert, wird von den physischen Öffnungen des optischen Systems (etwa Blenden und Linsenränder) begrenzt. Im Idealfall gibt es genau eine begrenzende Blende, die Aperturblende. Dann ist die EP die objektseitige und die AP die bildseitige Abbildung der Aperturblende. Liegt die Aperturblende vor der ersten Linse, ist sie mit der EP identisch, anderenfalls entsteht die EP, indem die Aperturblende durch die vor ihr liegenden Linsen in den Objektraum abgebildet wird. Entsprechend ergibt sich die AP als Bild der Aperturblende, die von den auf sie folgenden Linsen in den Bildraum abgebildet wird.
Durch Obstruktion oder weitere Öffnungen im Strahlengang, die das Lichtbündel durchqueren muss, kann es weiter eingeschränkt werden (Vignettierung), so dass es nicht die ganze Aperturblende ausfüllt. Dann bezeichnen EP und AP die Querschnitte der tatsächlichen Lichtbündel, die das System passieren, an der Stelle, wo der Zentralstrahl dieses Lichtbündels die Achse schneidet.
AP und EP sind optisch konjugiert, d. h. ein Objekt, das in der EP liegt, wird von dem System in die AP abgebildet und umgekehrt.

### Durchmesser der Eintrittspupille
Bei der Abbildung eines unendlich weit entfernten Objekts begrenzt die Eintrittspupille die Lichtbündel, die das System bis zum Bild passieren, und somit den Lichtstrom der für die Abbildung zur Verfügung steht. Da sie gleichzeitig das objektseitige Bild der Aperturblende darstellt, entspricht ihr Durchmesser der Apertur des Systems.
Aus der Apertur {\displaystyle D} lässt sich gemeinsam mit der bildseitigen Brennweite {\displaystyle f} die Lichtstärke oder Blendenzahl {\displaystyle k} des Objektivs oder Teleskops berechnen:
{\displaystyle k={\frac {f}{D}}}
In vielen Teleskopen entspricht die Eintrittspupille der objektseitig vordersten Linse oder des Hauptspiegels, so dass deren Öffnungsdurchmesser gleichzeitig die Apertur ist. In fotografischen Objektiven gibt es meist eine Aperturblende im Inneren, oft liegt auch die Eintrittspupille im Inneren des Objektivs. Als Folge dessen ist oft, vor allem bei Objektiven für spezielle Zwecke, die Frontlinse größer als die Eintrittspupille.
Afokale Systeme wie z. B. Fernrohre haben keine Brennweite bzw. diese ist unendlich. Hier wird der EP-Durchmesser meist direkt als Kenngröße angegeben.
Bei Mikroskopen oder allgemein bei optischen Systemen, bei denen die Objektdistanz sehr gering ist, bestimmt der Durchmesser der EP zusammen mit der Objektdistanz über eine Winkelfunktion den Öffnungswinkel und damit die numerische Apertur.

### Durchmesser der Austrittspupille
Bei afokalen Linsensystemen steht der Durchmesser der Austrittspupille {\displaystyle d_{\rm {AP}}} mit anderen Kenngrößen im Zusammenhang:
- mit Apertur {\displaystyle D} und Vergrößerung {\displaystyle V} eines afokalen Systems: {\displaystyle d_{\rm {AP}}={\frac {D}{V}}}

- mit Blendenzahl {\displaystyle k} des Objektivs und Brennweite des Okulars {\displaystyle f_{\rm {oc}}} eines afokalen Systems: {\displaystyle d_{\rm {AP}}={\frac {f_{\rm {oc}}}{k}}}

- mit der geometrischen Lichtstärke {\displaystyle L_{\rm {G}}=d_{\rm {AP}}^{2}}. Diese dient Herstellern und Händlern von optischen Instrumenten als Vergleichsgröße für deren Lichtsammelvermögen.[2]

Er spielt eine besondere Rolle, wenn das betrachtete optische System vor einem weiteren Abbildungssystem verwendet wird, z. B. beim Betrachten von Objekten durch ein Teleskop mit dem menschlichen Auge.
Wenn in diesem Fall die Austrittspupille des vorgelagerten Systems größer ist als die Eintrittspupille des nachgelagerten Systems, so wirkt dessen Eintrittspupille wie eine weitere Aperturblende und verringert die Lichtstärke des Gesamtsystems. Beispielsweise kann es bei der Beobachtung des Nachthimmels mit einem Teleskop bei geringer Vergrößerung vorkommen, dass die Austrittspupille des Teleskops gleich groß wird wie die Pupille des Auges. Bei weiterer Vergrößerung der Austrittspupille (geringerer Vergrößerung des Bilds) gewinnt dann das Bild flächiger Objekte am Nachthimmel keine weitere Helligkeit mehr.
Wenn andererseits die Austrittspupille viel kleiner ist als die Eintrittspupille des nachgelagerten Systems, so wird nicht die gesamte Apertur des nachgelagerten Systems für die Abbildung genutzt. Damit verbunden ist ein Verlust an Auflösungsvermögen. Außerdem entstehen bei fehlerhafter Ausrichtung der optischen Achsen beider Systeme Abbildungsfehler, da das einfallende Lichtbündel nicht mehr symmetrisch zur optischen Achse des nachgelagerten Systems ist. Das kann beispielsweise bei der Beobachtung von feinen Strukturen am Nachthimmel bei hohen Vergrößerungen auftreten.
Die Spanne zweckmäßiger Austrittspupillen (ca. 0,5–7 mm) begrenzt somit zum Auge hin sowohl die minimale, als auch die maximal nutzbare Vergrößerung eines optischen Instruments.

## Anwendung

### Fotografische Abbildung
Der Abstand der Austrittspupille zur Bildebene bestimmt den Winkel θ, in dem die Hauptstrahlen auf der Bildebene auftreffen:
{\displaystyle \theta =90^{\circ }-\arctan \left({\frac {{\text{Abstand}}_{\text{Bildpunkt zu Bildzentrum}}}{{\text{Abstand}}_{\text{Austrittspupille zu Bildebene}}}}\right)}
Bei bildseitig und beidseitig telezentrischen Objektiven liegt die Austrittspupille im Unendlichen, somit wird in der gesamten Bildebene {\displaystyle \theta =90^{\circ }} d. h. die Hauptstrahlen treffen überall senkrecht auf die Bildebene.
Umgekehrt liegt bei objektseitig telezentrischen Objektiven die Austrittspupille in der Brennebene und damit sehr nahe der Bildebene. Die Hauptstrahlen treffen daher mit zunehmendem Abstand vom Bildzentrum rasch sehr flach auf die Bildebene. Würde sich die Bildebene ebenfalls in der Brennebene befinden, würde {\displaystyle \theta =0^{\circ }} d. h. die Hauptstrahlen würden parallel zur Bildebene verlaufen und daher nie auf diese treffen. Daher lassen sich mit objektseitig telezentrischen Systemen nur im Nahbereich scharfe Abbildungen erzielen.

#### Zusammenhang zwischen der Position der Pupillen und der fotografischen Perspektive
Zwischen den Positionen der Pupillen und den fotografischen Perspektiven bestehen folgende Zusammenhänge:

##### Die entozentrische Perspektive
Befindet sich die Eintrittspupille zwischen den abgebildeten Objekten und der Bildebene, liegt eine entozentrische Perspektive vor, bei der gleich große Objekte umso größer abgebildet werden, je näher sie an der Eintrittspupille liegen. Diese Perspektive liegt beim menschlichen Auge, bei den meisten fotografischen Objektiven und bei vielen anderen optischen Instrumenten vor.
Bei fotografischen Objektiven liegt die Eintrittspupille meist innerhalb des Objektivs, beim menschlichen Auge befindet sie sich nahe der Augenlinse, und bei der Camera obscura ist sie identisch mit der Lochblende.

##### Die telezentrische Perspektive
Bei telezentrischen Objektiven liegt entweder die Ein- oder die Austrittspupille im Unendlichen, und zwar auf der Objekt- bzw. Bildseite. Die Aperturblende muss dabei in einer Brennebene liegen, entweder der bild- bzw. objektseitigen Brennebene des Gesamtsystems oder in der Brennebene eines Teilsystems, das sich vom Objekt bis zur Aperturblende bzw. von der Aperturblende bis zum Bild erstreckt. Falls die Aperturblende in der Brennebene des Gesamtsystems liegt, begrenzt sie gleichzeitig auch die Pupille, die nicht im Unendlichen liegt.

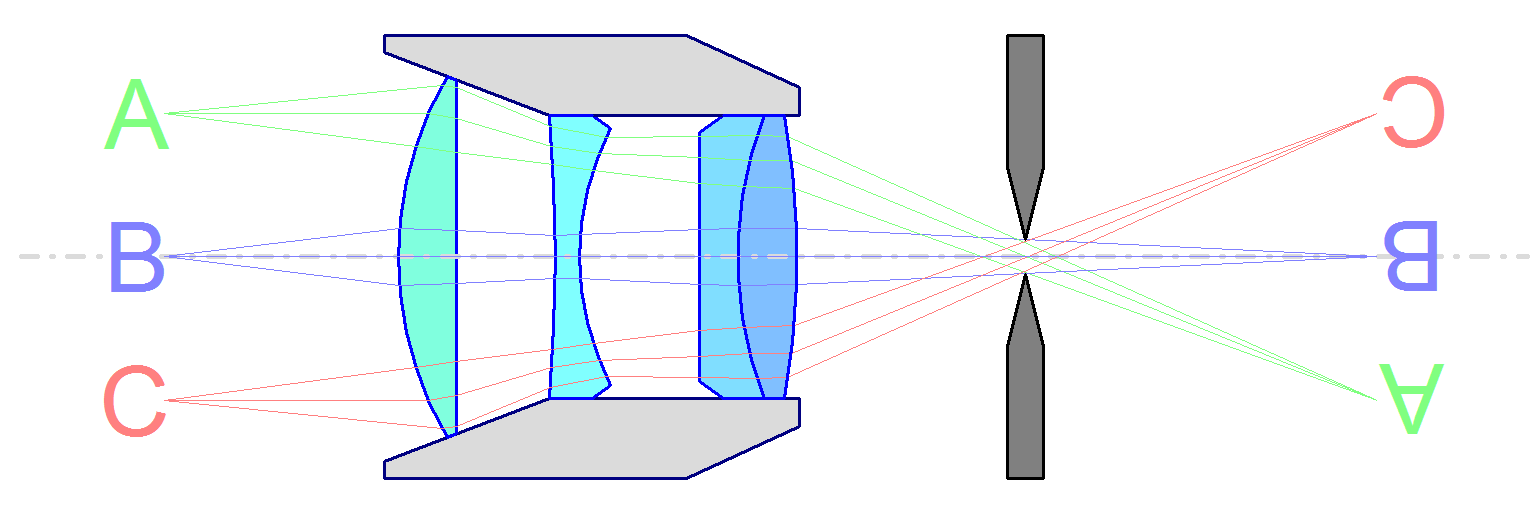
Objektseitiger telezentrischer Strahlengang

- Wenn die Eintrittspupille objektseitig im Unendlichen liegt, entsteht ein telezentrischer Strahlengang im Objektraum. Dadurch werden gleich große, hintereinanderliegende Objekte in der Bildebene mit dem gleichen Abbildungsmaßstab (d. h. gleich groß) abgebildet. Dies findet zum Beispiel bei Messobjektiven (Messmikroskope) Anwendung, bei denen die Abmessungen von Objekten in unterschiedlichen Objektdistanzen verglichen werden sollen.

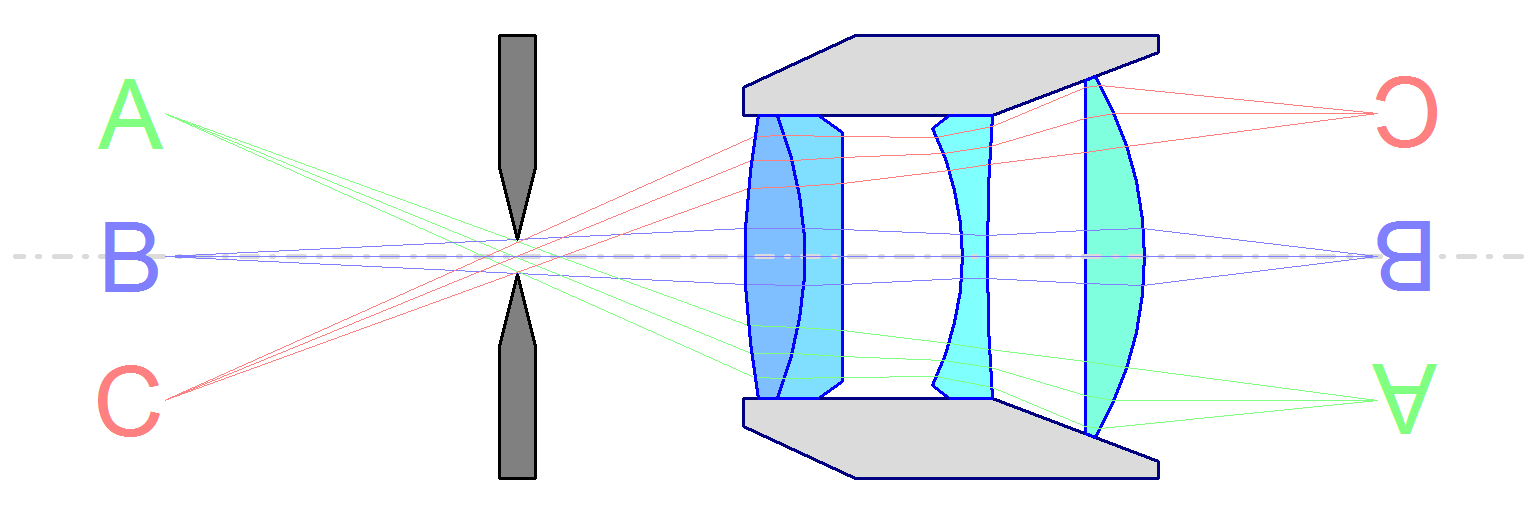
Bildseitiger telezentrischer Strahlengang

- Wenn die Austrittspupille bildseitig im Unendlichen liegt, entsteht ein telezentrischer Strahlengang im Bildraum. Dabei wird ein Objekt in unterschiedlichen Bildebenen gleich groß abgebildet. Dieses findet zum Beispiel bei großformatigen Projektionen (bspw. im Autokino) Anwendung, bei denen eine zur optischen Achse parallele Bewegung der Bildebene (Leinwand) zu störenden, lokalen Größenänderungen des Bildes führen würde.

##### Die peri-/hyperzentrische Perspektive
Bei dieser Darstellung werden weiter entfernte Objekte in der Bildebene größer dargestellt als nähere, gleich große.
Sie entsteht, wenn die EP in Abbildungsrichtung vor den Objekten liegt, also weiter als diese von der Kamera entfernt ist.
In der Bildverarbeitung werden hyperzentrische Objektive verwendet, um die Mantelflächen zylinderförmiger Objekte (Tablettendosen, Gewinde etc.) von der Stirnseite des Zylinders aus zu betrachten.
Dabei befindet sich die Objektachse im Idealfall auf der optischen Achse des Objektivs. Kreise mit Objektradius und Mittelpunkt auf der Zylinderachse werden in diesem Fall in konzentrische Kreise abgebildet und Schraubengewinde werden auf eine Spirale abgebildet.
Die Frontlinsen hyperzentrische Objektive müssen größer als die betrachteten Objekte sein.

#### Panoramafotografie
Die Kenntnis der Lage der Eintrittspupille ist wichtig für die Erstellung von Panoramen aus mehreren Einzelbildern. Nur wenn die Kamera zwischen der Aufnahme verschiedener, sich überlappender Teilbilder um eine Achse, die in der Eintrittspupille liegt, als Drehachse geschwenkt wird, können diese später am Computer bei der Bildbearbeitung ohne Parallaxenfehler zu einem Panoramabild zusammengesetzt werden. Im Englischen wird dieser spezielle Drehpunkt daher als „No-Parallax-Point“ bezeichnet.
In der Praxis wird dies meist mit Hilfe eines Einstellschlittens oder eines Nodalpunkt-Adapters umgesetzt, der es ermöglicht den Ort der Kamera relativ zum Stativgewinde zu verschieben.

### Visuelle Beobachtungen
Wie erwähnt, wird bei Teleskopen und Ferngläsern auch der Durchmesser des Strahlenbündels, der am Okular austritt, als Austrittspupille (Austrittsblende) bezeichnet. Wenn die Vergrößerung eines Instrumentes erhöht wird, so verkleinert sich die Austrittspupille am Okular.

#### Ermitteln der Größe der Austrittspupille
Man richtet das Instrument auf eine helle Fläche, am besten in den Taghimmel, jedoch nicht in unmittelbare Sonnennähe. Es wird auf ein möglichst weit entferntes Objekt scharfgestellt. Bei Teleskopen des Typs Maksutov oder Schmidt-Cassegrain ist zu beachten, dass sich deren Brennweite je nach Fokuslage ändert. Deshalb sollten Teleskope dieses Typs auf „unendlich“ fokussiert sein. Die Größe der Austrittspupille kann leicht grob ermittelt werden, wenn im Abstand von etwa 30 cm auf das Okular des Instrumentes geblickt wird. Die Austrittspupille erscheint als helles Lichtscheibchen im Okular.

#### Genaueres Ermitteln der Größe der Austrittspupille
Soll die Austrittspupille genauer gemessen werden, wird eine Mattscheibe vor das Okular gehalten. Bei genügend Licht kann ein dünnes Blatt Millimeterpapier genügen. Man ändert die Entfernung der Mattscheibe bzw. des Papiers zum Okular so lange, bis sich ein helles Scheibchen mit scharf gezeichnetem Rand abbildet. Bei der Verwendung von Millimeterpapier erhält man durch Abzählen der Millimeterstriche den Wert für die Größe der Austrittspupille (in Millimetern). Dieser Wert sollte so groß sein wie die Pupille des Auges – 1 bis 2 mm bei Tageslichtsehen, zwischen 6 und 8 mm bei Nachtsehen.
Ist die Austrittspupille nicht der Eintrittspupille des Auges angepasst, erscheint ein Objekt mit dem optischen Gerät betrachtet dunkler als mit bloßem Auge.
Die Pupille des Auges bildet die Aperturblende des Auges. Eine kleine Ausgangspupille eines optischen Geräts leuchtet sie nicht vollständig aus. Sie begrenzt entsprechend die Apertur und reduziert die beugungbegrenzte Auflösung.